# Friggeråkers socken
Friggeråkers socken i Västergötland ingick i Gudhems härad, uppgick 1952 i Falköpings stad och området ingår sedan 1971 i Falköpings kommun och motsvarar från 2016 Friggeråkers distrikt. 
Socknens areal var 13,23 kvadratkilometer varav 13,21 land.  År 2000 fanns här 766 invånare. Norra delen av tätorten Falköping ligger i socknen. Som sockenkyrka används från 1871 Torbjörntorps kyrka i Torbjörntorps socken.

## Administrativ historik
Socknen har medeltida ursprung. 
Vid kommunreformen 1862 övergick socknens ansvar för de kyrkliga frågorna till Friggeråkers församling och för de borgerliga frågorna bildades Friggeråkers landskommun. Landskommunen uppgick 1952 i Falköpings stad som 1971 ombildades till Falköpings kommun. Församlingen uppgick 2010 i Mössebergs församling.
1 januari 2016 inrättades distriktet Friggeråker, med samma omfattning som församlingen hade 1999/2000. 
Socknen har tillhört län, fögderier, tingslag och domsagor enligt vad som beskrivs i artikeln Gudhems härad. De indelta soldaterna tillhörde Skaraborgs regemente Livkompaniet och Västgöta regemente, Gudhems kompani.

## Geografi
Friggeråkers socken ligger närmast norr om Falköping med Mösseberg i väster. Socknen är en småkuperad odlingsbygd på Falbygden med skog i väster.

## Fornlämningar
Boplatser, lösfynd, åtta gånggrifter och en hällkista från stenåldern är funna. Från brons- och järnåldern finns gravar och stensättningar. Gravhögen Tingshögen ligger här.

## Namnet
Namnet skrevs 1311 Frigiär aker och kommer från kyrkbyn. Efterleden är åker. Förleden har tidigare ansetts innehålla gudinnenamnet Frigg men den har föreslagits i stället innehålla fridhgärdh, 'förlikning' och syfta på en åker där tvister bilagts.

## Personer från bygden
- Johan Friggeråker (1872-1959), riksdagsman som tagit efternamn efter socknen.